# Lobocleta proutaria
Lobocleta proutaria là một loài bướm đêm trong họ Geometridae.